# Bathythrix subargentea
Bathythrix subargentea är en stekelart som först beskrevs av Cresson 1864.  Bathythrix subargentea ingår i släktet Bathythrix och familjen brokparasitsteklar. Inga underarter finns listade.